# Aspide
Aspide (talijanski naziv za ljuticu) je talijanska raketa srednjeg dometa zrak-zrak i zemlja - zrak koju proizvodi Selenia (tada Alenia Aeronautica, sada dio Leonardo Sp. A.). Opremljena je poluaktivnom radarskom tražilicom za samonavođenje. Aspide je sličan američkom AIM-7 Sparrowu, koristi isti okvir, ali koristi inverzni monopulsni tragač koji je daleko precizniji i mnogo manje osjetljiv na ECM.
Ova sličnost i to što je Selenia dobila tehnološko znanje i iskustvo AIM-7 (oko 1000 od kojih je proizvela po licenci), općenito je navedeno da Aspide se naziva Sparrow varijantom. Međutim, Aspide je imao originalnu elektroniku i bojevu glavu, te novi i snažniji motor. Hidraulika zatvorene petlje također je zamijenjena za Sparrowovu hidrauliku otvorene petlje, što je Aspideu dalo bolju manevarsku sposobnost na nižem dometu. Čak su i kontrolne površine drugačije, zamjenjujući izvorna trokutasta krila, fiksirana u verziji zrak-zrak i sklopiva u verziji zemlja-zrak, na novodizajniranu uobičajenu skraćenu delta fiksnu verziju.

## Dizajn
Aspide, u svojim različitim inačicama, korišten je i u ulozi zrak-zrak, nošen od strane Aeritalia F-104 u odgovarajućim inačicama F-104S i F-104ASA, i u pomorskoj ulozi zemlja-zrak. U potonjoj ulozi zamijenjen je MBDA Asterom. Pomorski Aspide lanseri mogu se prilagoditi za ispaljivanje Sparrowa jednostavnim prebacivanjem jedne ploče.
Sredinom 1980-ih, Kina je uvezla malu seriju Aspide Mk.1 iz Italije, a zatim je potpisala ugovor s tvrtkom Alenia o lokalnoj proizvodnji projektila prema licenci. Godine 1989. Kina je proizvela svoju prvu seriju projektila Aspide Mk.1 koristeći dijelove uvezene iz Italije. Međutim, zbog embarga na oružje EEZ -a nametnutog nakon prosvjeda i masakra na trgu Tiananmen 1989., Kina nije mogla kupiti dodatne komplete Aspide. Kina je kasnije razvila vlastitu familiju projektila temeljenu na Aspide Mk.1, s inačicama zemlja-zrak označenim kao LY-60 i verzijom zrak-zrak označenom kao PL-11.
Raketni motor Aspide proizvodi turski proizvođač projektila Roketsan. Težak je oko 75 kg i proizvodi 50 kN potiska za 3,5 s.

## Specifikacije
Masa. 220 kg 
Duljina: 3,72 m 
Promjer: 234 mm 
Efektivni domet paljbe: 25 km za SAM, 40 km za AAM 
Bojna glava: 35 kg bojna glava 
Raspon krila: 80 cm 
Najveća brzina: 4920 km/h (mach 4)

## Varijante
- Aspide Mk.1 – Sličan AIM-7E, s monopulsnim poluaktivnim tražilicom Selenia i raketnim motorom na čvrsto gorivo SNIA-Viscosa. Ova je inačica bila popularna među izvoznim kupcima i prodana je u 17 zemalja.[3] Sustavi zemlja-zrak su nazvani Skyguard i Spada.
- Aspide Mk.2 – Poboljšana inačica s aktivnim radarskim tražilicom za samonavođenje. Razvoj je odložen u korist boljih projektila, poput AIM-120 AMRAAM.
- Aspide 2000 – Poboljšana verzija zemlja-zrak Aspide Mk.1, koja se koristi na izvoznim protuzračnim obrambenim sustavima Skyguard i Spada 2000.
- Aspide Citedef – Zemlja-zrak inačica Aspide Mk.1 koju je nadogradio Citedef.[4]

## Sustavi
- Skyguard I – VSHORAD/SHORAD tvrtke Oerlikon Contraves s radarskim praćenjem, nadogradiv za podršku Aspide 2000.
- Skyguard II – poboljšani VSHORAD/SHORAD tvrtke Oerlikon Contraves s dodanim elektro-optičkim praćenjem.
- Toledo – Skyguard sa sustavom upravljanja paljbom Skydor iz lansera Navantia i Aspide.
- Spada – SHORAD iz Selenie sa Selenia PLUTO 2D radarom, nadogradiv za podršku Aspide 2000.
- Spada 2000 – Poboljšani SHORAD tvrtke Alenia Aeronautica s Thomson-CSF RAC 3D radarom.
- Albatros Mk.2 – Pomorski SHORAD iz Selenia, nadogradiv za podršku Aspide 2000.

## Operateri
Argentina
- Brodovi MEKO 360, 150 Mk1 naručeni 1979. i isporučeni 1983.-1984.
Brazil
- 100 Aspide 2000 naručenih 1996. i isporučenih 2001.-2004. - nosač zrakoplova São Paulo, fregate klase Niterói.
Narodna Republika Kina
- 90 Aspide Mk.1 naručeno 1986. i isporučeno 1987.-1991. Tehnologija korištena u razvoju LY-60/PL-11.
Cipar
- 130 korišteno u postojećem Skyguard sustavu; naručeno 1991. i isporučeno 1991.-1992. (ugovor vrijedan 114 milijuna dolara uključivao je 12 lansera).
Ekvador
- 50 korišteno na korvetama klase Esmeraldas (varijanta Fincantieri Tipo 550); naručen 1979. i isporučen 1982.-1984.
Egipat
– 72 korišteno na korvetama klase Descubierta (Abu Qir); naručen 1983. i isporučen 1984.
Grčka
- 75 za fregate klase Elli (varijanta klase Kortenaer); naručen 1980. i isporučen 1981.-1982.
Italija
- koristi se na brodu F-104S; koristi se na 7 baterija Spada SAM; koristi se na 24 Skyguard SAM baterije; koristi se na 32 mornarička SAM sustava Albatros Mk.2.
Kuvajt
- 320 naručenih 1988. i isporučenih 1988.-1997. za Skyguard Amoun SAM System; 175 Aspide 2000 naručen 2007. i isporučen 2008.-2010. dio posla od 565 milijuna dolara, za modernizaciju Aspidea; 250 Aspide 2000 naručeno 2007. i isporučeno 2008.-2013. dio je ugovora vrijednog 65 milijuna dolara za Skyguard AD sustave.
Libija
- 8 naručenih 1978. i isporučenih 1983. za korištenje na Albatros Mk.2 SAM na moderniziranoj libijskoj fregati Dat Assawari.
Malezija
- 18 naručeno 1995. i isporučeno 1997. za korvetu klase Laksamana.
Maroko
- Korišten u fregati 501 potpukovnik Errhamani (Descubierta); 40 naručeno 1977. i isporučeno 1983.
Nigerija
- 25 Aspide MK.1 naručeno 1977. i isporučeno 1982. za fregatu Meko-360 Aradu; ostalih 10 Aspide MK.1 naručenih 1982. i isporučenih 1983.
Pakistan
- 750 Aspide 2000 za zemaljski protuzračni obrambeni sustav (10 baterija Spada 2000) naručeno 2007. i isporučeno 2010.-2013. dio je posla vrijednog 415 milijuna eura.
Peru
- 150 naručeno 1974. i isporučeno 1979.-87. za uporabu na fregati klase Lupo (Carvajal).
Španjolska
- 200 naručenih 1985. i isporučenih 1987.–1989. dio je ugovora vrijednog 230 milijuna dolara za 13 sustava Skyguard, kasnije nadograđenih na Skydor, s projektilima koji su povučeni iz upotrebe 2020.; 51 Aspide 2000 naručeno 1996. i isporučen 1997.-99. za 2 Spada 2000 SAM sustava.
Tajland
– 24 naručena 1984. i isporučena 1986.-1987. za korištenje na korvetama klase Ratanakosin; 75 naručeno 1986. i isporučeno 1988. za upotrebu od strane Kraljevske tajlandske vojske na SAM sustavu 1 Spada.
Turska
- 144 naručeno 1986. i isporučeno 1987.-1989. za fregatu MEKO 200T (klase Yavuz); 72 naručeno 1990. i isporučeno 1995.-1996. za fregatu MEKO 200T-2 (klasa Barbaros).
Venezuela
- 100 naručenih 1975. i isporučenih 1980.-1982. za korištenje s Albatros Mk.2 SAM sustavom na fregatama klase Lupo.
Ukrajina
- Španjolska će trenirati i pokloniti Ukrajini raketni sustav Aspid 2000, a ukrajinski vojnici završili su obuku 14. listopada.